# Scribner's Monthly
Scribner's Monthly: An Illustrated Magazine for the People a fost o revistă literară ilustrată americană publicată din 1870 până în 1881. Schimbarea proprietarului companiei în 1881 a determinat relansarea revistei sub titlul The Century Magazine⁠(d).

## Istoric
Charles Scribner I, Andrew Armstrong⁠(d), Arthur Peabody⁠(d), Edward Seymour, Josiah Gilbert Holland⁠(d) și Roswell Smith au înființat la 19 iulie 1870 o companie intitulată Scribner & Co., care a publicat revista literară ilustrată Scribner's Monthly. Scribner's Monthly a absorbit cea de-a doua versiune a revistei Putnam's Monthly Magazine of American Literature, Science and Art⁠(d) .
Primul număr al noii reviste a fost publicat în noiembrie 1870. Zece ani mai târziu, în aprilie 1881, Charles Scribner II (succesorul lui Charles Scribner I) și-a vândut participația sa în compania Scribner & Co. lui Roswell Smith. În urma schimbării proprietarului, numele companiei și revistei au fost modificate, fiind eliminată menționarea numelui „Scribner”; Scribner's Monthly a devenit The Century Magazine⁠(d), iar Scribner & Co. a fost redenumită Century Company⁠(d).
Charles Scribner II nu a reușit să lanseze o revistă concurentă în următorii cinci ani. În anul 1886 Scribner a anunțat un reporter al ziarului Times că va înființa o nouă publicație lunară „de îndată ce aranjamentele necesare vor fi încheiate”. Scribner a mai anunțat că redactorul șef al noii publicații urma să fie Edward Burlingame, fiul lui Anson Burlingame⁠(d), care lucra deja de mulți ani în postul de consilier literar al editurii.
Scribner a mai menționat că noua revista nu va fi o versiune nouă a fostei publicații Scribner's Monthly, ci o revistă diferită.

## Colaboratori
Scrierea autobiografică Thirty-Seven Days of Peril a lui Truman C. Everts⁠(d) a fost, de asemenea, publicată în paginile revistei Scribner's Monthly.